# Yússuf III
Abu-l-Hajjaj Yússuf (III) an-Nàssir li-din-Al·lah (? - 9 de novembre de 1417) fou rei musulmà de la dinastia nassarita de Granada. Era fill de Yússuf II a la mort del qual el 3 d'octubre de 1392 havia d'haver pujat al tron per davant dels seus germans Alí, Àhmad i Muhàmmad, però aquest darrer el va tancar a la presó a Salobreña i es va proclamar com Muhàmmad VII. El 1408 va ordenar l'execució de Yússuf però aquest va poder fugir i quan poc després va morir el seu germà (maig de 1408) es va presentar a l'Emirat de Gharnata i es va proclamar rei, sent reconegut. Va demanar una treva a Castella que el 1409 fou prorrogada i es va estendre fins a l'1 d'abril de 1410. El 5 d'abril els granadins atacaven la fortalesa de Zahara (ocupada pels castellans en els combats del 1407) i la saquejaven. En revenja el regent Ferran de Castella va penetrar profundament a territori musulmà per atacar Antequera, una gran ciutat amb força habitants i capçalera d'una regió molt fèrtil. El setge fou sever i els intents de Yússuf de negociar una treva no van donar resultats. El 16 de setembre de 1410 els castellans podien entrar a Antequera. Yússuf va demanar la pau i el 10 de novembre de 1410 es va signar la treva. Ferran, conegut des de llavors com Ferran d'Antequera (o Fernando el de Antequera) va esdevenir rei de Catalunya i Aragó el 1412, ja no va tornar a lluitar contra els garandins. La pau va durar fins al 1428. A la seva mort el va succeir el seu fill Muhàmmad VIII.